# Підгірка
Підгірка — річка в Україні, у Овруцькому й Народицькому районах Житомирської області. Ліва притока Жерева (басейн Прип'яті).

## Опис
Довжина річки приблизно 7,7 км.

## Розташування
Бере початок на південному заході від Невгоди. Тече переважно на південний схід через Липлянщину, Жерев і впадає у річку Жерев, ліву притоку Ужа.
Річку перетинає автомобільна дорога Т 0604.